# 에이사 버터필드
에이사 버터필드(영어: Asa Butterfield 에이사 버터필드[*] /ˈeɪzə/, 1997년 4월 1일 ~ )는 잉글랜드의 배우이다. 그는 만 9세 때 텔레비전 드라마 《애프터 토마스》(2006)과 코미디 영화 《나의 판타스틱 데뷔작》로 데뷔했다. 버터필드는 홀로코스트 영화 《줄무늬 파자마를 입은 소년》에서 주인공 브루노 역으로 알려지기 시작했다. 그는 또한 BBC TV 시리즈 《마법사 멀린》(2008-09)에서 어린 모르드레드 역과 판타지 영화 《내니 맥피 2: 유모와 마법소동》(2010)에서 노먼 그린 역을 연기했다. 그는 이듬해, 마틴 스코세이지 감독의 드라마 영화 《휴고》에서 휴고 카브레 역을 연기해 버터필드는 긍정적인 찬사를 받으면서 크리틱스 초이스 영화상 최우수 아역연기상과 엠파이어상 최우수 남자 신인상에 후보 지명되었다. 그는 또한 오슨 스콧 카드의 SF 소설을 기반으로 한 영화 《엔더스 게임》(2013)에 출연했고, 모건 매튜스 감독의 영화 《네이든》(2014)에서 네이든 엘리스 역으로 브리티쉬 인디펜던트 필름 어워드 최우수 남우주연상에 후보 지명되었다. 2016년에는 팀 버튼 감독의 영화 《미스 페레그린과 이상한 아이들의 집》에서 제이콥 포트만 역을 맡았다.

## 출연 작품

### 영화
| 연도 | 제목                                                                           | 역할            | 비고      |
| ---- | ------------------------------------------------------------------------------ | --------------- | --------- |
| 2007 | 나의 판타스틱 데뷔작 Son of Rambow                                             | 수도사 소년     |           |
| 2008 | 줄무늬 파자마를 입은 소년 The Boy in the Striped Pyjamas                       | 브루노          |           |
| 2010 | 울프 맨 The Wolfman                                                            | 어린 벤         |           |
| 2010 | 내니 맥피 2: 유모와 마법소동 Nanny McPhee and the Big Bang                     | 노먼 그린       |           |
| 2011 | 휴고 Hugo                                                                      | 휴고 카브레     |           |
| 2013 | 엔더스 게임 Ender's Game                                                       | 엔더 위긴       |           |
| 2014 | 네이든 X+Y                                                                     | 네이든 엘리스   |           |
| 2015 | 일만명의 성자들 Ten Thousand Saints                                            | 주드            |           |
| 2016 | 미스 페레그린과 이상한 아이들의 집 Miss Peregrine's Home for Peculiar Children | 제이콥 포트만   |           |
| 2017 | 스페이스 비트윈 어스 The Space Between Us                                      | 가드너 엘리엇   |           |
| 2017 | 더 하우스 오브 투모로우 The House of Tomorrow                                  | 세바스찬        |           |
| 2017 | 저니스 엔드 Journey's End                                                      | 지미 랄레이     |           |
| 2017 | 타임 프릭 Time Freak                                                           | 포토그래퍼      |           |
| 2018 | 디파쳐스 Departures                                                            | 캘빈            |           |
| 2018 | 슬러터하우스 룰즈 Slaughterhouse Rulez                                         | 윌러비 블레이크 |           |
| 2018 | 라이트 플레이트 롱 팀 Right Place Wrong Tim                                    |                 | 단편 영화 |
| 2018 | 디어 마이 프렌드 Then Came You                                                 | 캘빈            |           |
| 2020 | 그리드 Greed                                                                   | 핀              |           |
| 2023 | 올 펀 앤드 게임즈 All Fun and Games                                            | 마커스          |           |

### 텔레비전
| 연도      | 제목                               | 역할               | 비고          |
| --------- | ---------------------------------- | ------------------ | ------------- |
| 2006      | 애프터 토마스 After Thomas         | 앤드류             | 텔레비전 영화 |
| 2008      | 애쉬스 투 애쉬스 Ashes to Ashes    | 대니               | 1 에피소드    |
| 2008~2009 | 멀린 Merlin                        | 모드레드           | 3 에피소드    |
| 2017      | Thunderbirds Are Go                | 우주 관제사 콘래드 | 1 에피소드    |
| 2019      | 오티스의 비밀 상담소 Sex Education | 오티스 밀번        | 시즌 1,2,3    |
|           |                                    |                    |               |

## 수상 및 후보
| 연도 | 시상식                             | 부문                                 | 작품                               | 결과 | 참조  |
| ---- | ---------------------------------- | ------------------------------------ | ---------------------------------- | ---- | ----- |
| 2008 | 영국 독립 영화상                   | 가장 유망한 신인상                   | 줄무늬 파자마를 입은 소년          | 후보 |       |
| 2008 | 런던 영화 비평가 협회              | 올해의 영국 아역연기상               | 줄무늬 파자마를 입은 소년          | 후보 | [ 1 ] |
| 2009 | 아동학대방지국가협회(NSPCC) 어워드 | 올해의 영국 아역연기상               | 줄무늬 파자마를 입은 소년          | 후보 |       |
| 2011 | 라스베이거스 영화 비평가 협회      | 최우수 아역연기상                    | 휴고                               | 수상 | [ 2 ] |
| 2012 | 엠파이어상                         | 최우수 남자 신인상                   | 휴고                               | 후보 | [ 3 ] |
| 2012 | 크리틱스 초이스 영화상             | 최우수 아역연기상                    | 휴고                               | 후보 | [ 4 ] |
| 2012 | 제33회 영 아티스트 어워드          | 장편영화 최우수 연기 부문 아역연기상 | 휴고                               | 후보 | [ 5 ] |
| 2012 | 제38회 새턴상                      | 영화 부문 최우수 아역 연기상         | 휴고                               | 후보 | [ 6 ] |
| 2014 | 제39회 새턴상                      | 영화 부문 최우수 아역 연기상         | 엔더스 게임                        | 후보 | [ 7 ] |
| 2014 | 영국 독립 영화상                   | 최우수 남우주연상                    | 네이든                             | 후보 | [ 8 ] |
| 2017 | 틴 초이스 어워드                   | 초이스 무비: SF 남자배우상           | 더 스페이스 비트윈 어스            | 후보 | [ 9 ] |
| 2017 | 틴 초이스 어워드                   | 초이스 무비: 판타지 남자배우상       | 미스 페레그린과 이상한 아이들의 집 | 후보 | [ 9 ] |